# Distrito de Calcuta
Calcuta (en bengalí: কলকাতা জেলা) es un distrito de la India en el estado de Bengala Occidental. Código ISO: IN.WB.KO.
Comprende una superficie de 185 km².
El centro administrativo es la ciudad de Calcuta.

## Demografía
Según censo 2011 contaba con una población total de 4 486 679 habitantes, de los cuales 2 124 017 eran mujeres y 2 362 662 varones.